# Grimmia ovalis

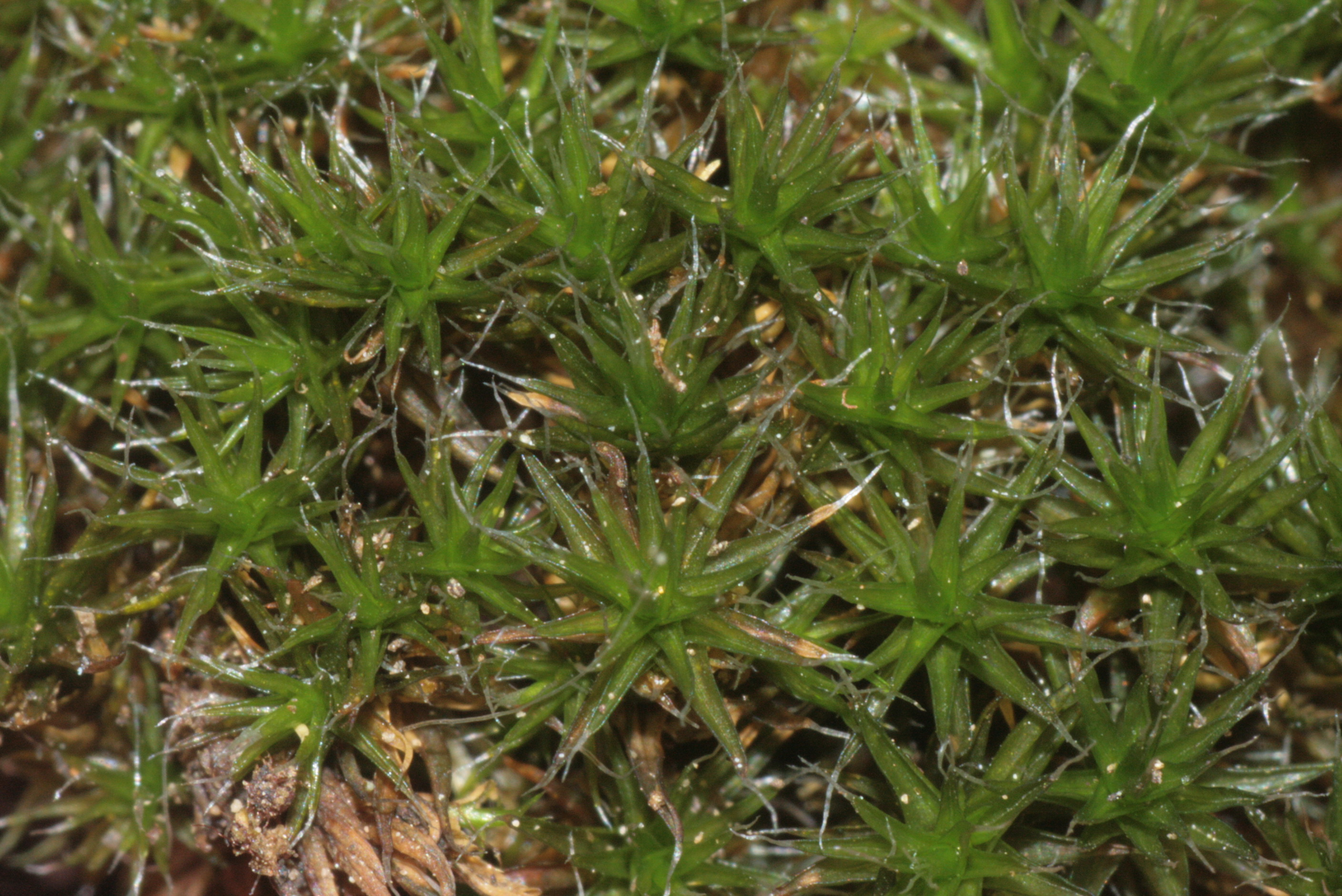
Feuchte Pflanzen

Grimmia ovalis (Eifrüchtiges Kissenmoos) ist eine Laubmoos-Art aus der Familie Grimmiaceae.

## Merkmale
Grimmia ovalis bildet lockere, leicht zerfallende, dunkelgrüne oder bräunliche und durch die Glashaare grau schimmernde Rasen. Die aufrechten Stämmchen sind 1 bis 3 Zentimeter hoch und im unteren Teil nackt. Der Stämmchenquerschnitt zeigt einen deutlichen Zentralstrang. Die trocken locker anliegenden, feucht aufrecht abstehenden Blätter sind 1,7 bis 4 Millimeter lang, 0,4 bis 0,8 Millimeter breit, aus eiförmiger Basis lanzettlich gespitzt und in der oberen Hälfte im Querschnitt halbkreisförmig. Die Blattränder sind flach oder oben etwas nach innen gebogen. Die kräftige Blattrippe ist etwa gleichmäßig breit, unten verflacht, im oberen Teil undeutlich. Die oberen Stämmchenblätter sind größer und tragen gezähnte Glashaare, die unteren sind kleiner und haarlos.
Die Lamina ist im unteren Teil einzellschichtig, mindestens ab der Blattmitte jedoch durchgehend zweizellschichtig. Die Zellen sind am Blattgrund in Rippennähe verlängert rechteckig und gleichmäßig verdickt, zu den Rändern hin kürzer mit dicken Querwänden und dünnen Längswänden, am Rand oft hyalin; im oberen Blattteil sind die Zellen meist rundlich-quadratisch, dickwandig und 5 bis 8 µm groß.
Das diözische Moos fruchtet recht selten. Die Seta ist im feuchten Zustand gerade, etwa 3 bis 4 Millimeter lang, die aufrechte oder wenig geneigte Sporenkapsel ist ziemlich breit eiförmig, glatt und engmündig, mit purpurnem Peristom. Der Kapseldeckel ist schief geschnäbelt, die Kalyptra kappenförmig.

## Synonyme
Synonyme sind:
- Dicranum ovale Hedw.
- Grimmia commutata Huebener
- Grimmia ovata F.Weber & D.Mohr
- Guembelia ovalis (Hedw.) Müll.Hal.

## Verbreitung und Standortansprüche
Grimmia ovalis wächst an sonnigen, trocken-warmen Silikatfelsen, in Mitteleuropa zerstreut in den Mittelgebirgen und den Alpen. Weltweit gibt es Vorkommen in Europa, Asien, Nordafrika und in Nordamerika.